# Vía de la Plata

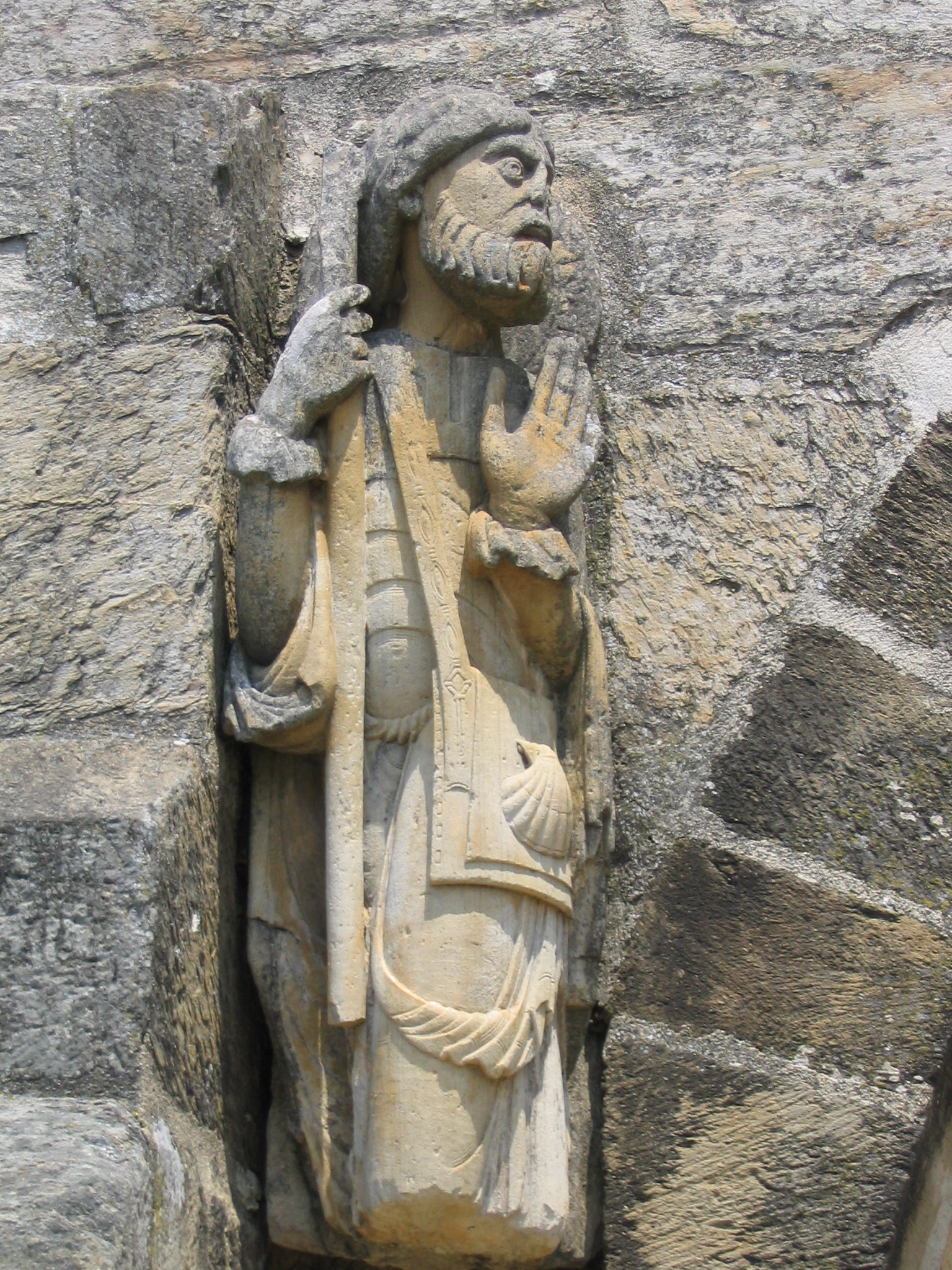
Petite statue de saint Jacques en pèlerin, église Sainte-Marthe de Tera (Camarzana de Tera).

La Vía de la Plata (ou route de l'Argent) est une chaussée romaine qui traversait l'Ouest de l'Hispanie, de  Augusta Emerita jusqu'à Asturica Augusta, devenue un axe touristique et culturel, ainsi qu'un itinéraire secondaire du pèlerinage de Saint-Jacques-de-Compostelle au départ de Séville.

## Étymologie
Son nom en espagnol signifie "voie de l'Argent". Malgré cette dénomination, elle n'a jamais été un axe de circulation de ce métal. Son nom contemporain est une évolution phonétique dont l'origine vient d'Al-Andalus, époque où elle était nommée al-Balat, (chemin empierré, chemin pavé), dénomination très commune dans d'autres régions d'Espagne et à l'origine de toponymes comme Albalat et Albalate. Il est possible que les habitants aient déformé ces noms pour un donner une appellation compréhensible en espagnol, et aient commencé à l'appeler Vía de la Plata à une date inconnue, mais antérieure à  1504 et 1507,lorsqu'elle est pour la première fois attestée par Christophe Colomb et Antonio de Nebrija respectivement. Le premier mentionne simplement La Plata et le second utilise cette forme :

« Est praeterea eiusdem Lusitanie via nobilissima : Argentea vulgo dicitur. Quod Licinius pontifex primum stravit, deinde Traianus Caesar refecit, et deinceps Aelius Pertinax aliiqui imperatores restituerunt, id quod ex lapidibus intelligitur: quibus millia passuum distinguuntur. Ea perducta est ab Emerita Augusta per Castra Caecilia Salmanticam usque, ubi primum in extima pontis parte incipit evanescere, neque ulterius ullum viae illius vestigium cernit. »

Une autre hypothèse est que ce nom pourrait dériver d'une forme tardive de Via Delapidata,,. Cette hypothèse souffre de plusieurs problèmes : l'absence sur cette chaussée de véritables silices ou lapides, c'est-à-dire, de pierre et de pavés qui n'étaient pas habituels en dehors des parcours urbains. Par ailleurs, les revêtement des chaussées romaines extra-urbaines avaient leur propre dénomination en latin : glareae. Sur cette base, une nouvelle hypothèse est née pour laquelle la Via delapidata aurait été un « chemin marqué par des bornes milliaires » (du latin classique et médiéval lapis « pierre milliaires »)

## Une ancienne voie romaine

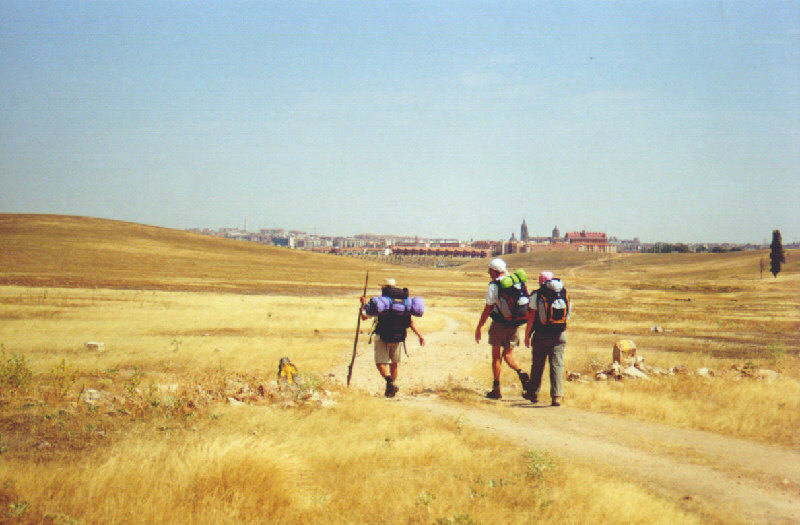
Pèlerins arrivant à Salamanque par la Via de la Plata.

Ce chemin suit une ancienne voie romaine, pratiquement inchangée de nos jours sur certaines sections. Cet axe fut conçu et bâti à l'origine pour faciliter le commerce de l'or, comme en témoignent les écrits de Pline l'Ancien, procurateur de la province romaine de la Tarraconaise en l'an 73 apr. J.-C.. La via de la Plata partait alors de Emerita Augusta (l'actuelle Merida) dans le Sud de l'Espagne, jusqu'à Asturica Augusta (l'actuelle Astorga), dans le Nord-Ouest.
La route, longue d'environ 900 km, passait par Castra Caecilia (Cáceres) et Salmantica (Salamanque). Elle se prolongeait au Sud jusqu'à Hispalis (Séville), où elle rejoignait la Via Augusta.
Les armées d'Hannibal et leurs éléphants ont selon toute vraisemblance emprunté cette voie qui, de nos jours, est longée par l'autoroute A-66 (N-630).

## Le chemin actuel

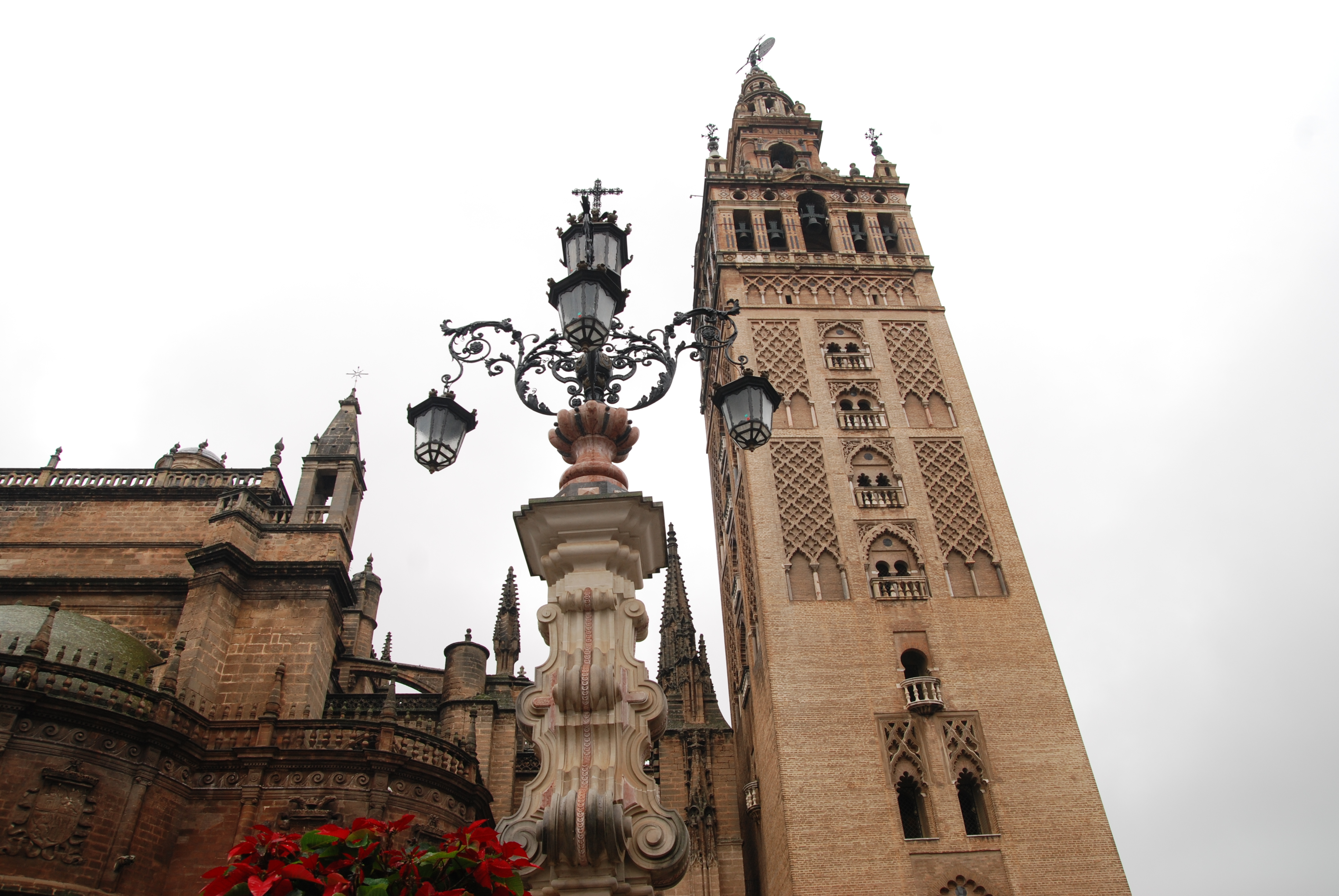
Séville, la Giralda.

### Andalousie
- Séville
- Guillena
- Castilblanco de los Arroyos
- Almadén de la Plata
- El Real de la Jara

### Estrémadure

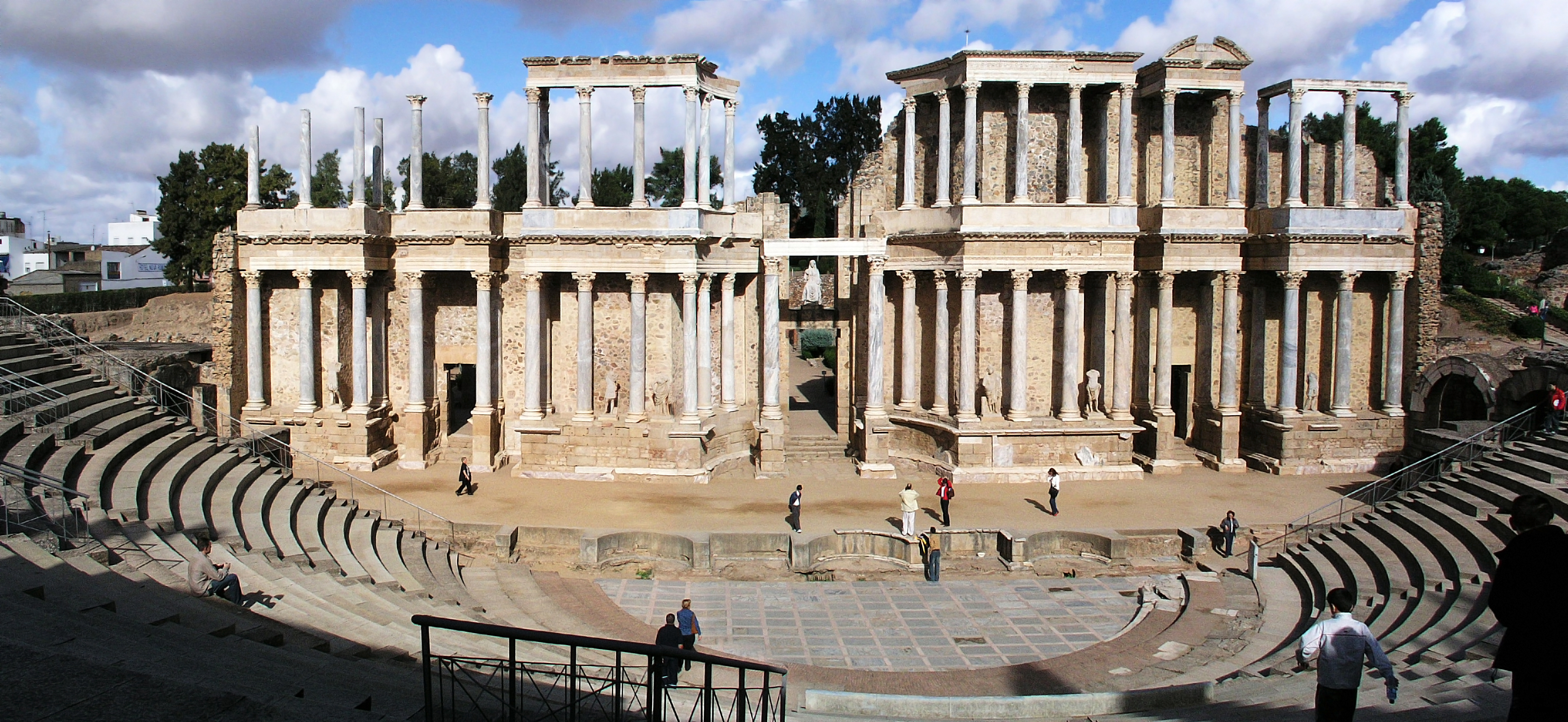
Théâtre romain de Mérida.

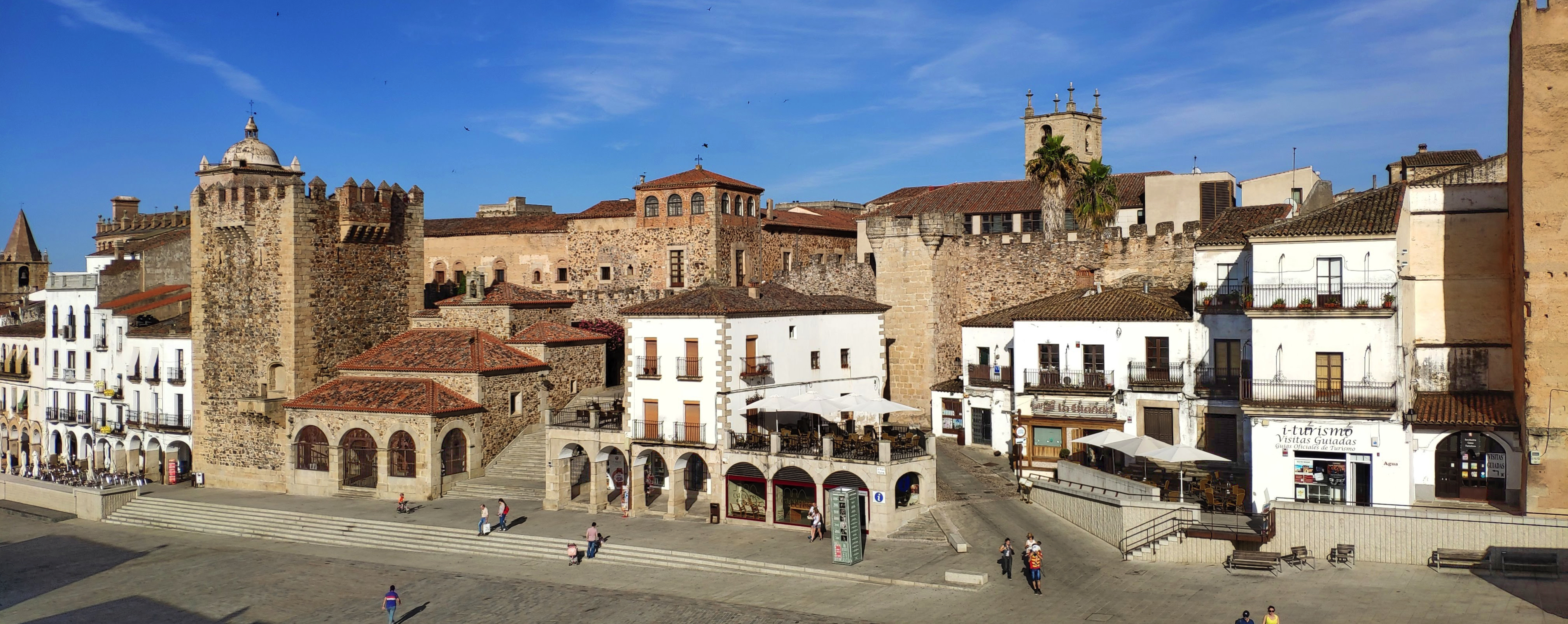
Cáceres, Arc de la Estrella, Plaza Mayor.

- Monesterio
- Fuente de Cantos
- Zafra
- Los Santos de Maimona
- Villafranca de los Barros
- Almendralejo
- Torremejía
- Mérida
- Aljucén
- Alcuéscar
- Aldea del Cano
- Cáceres
- Casar de Cáceres (Espagne)
- Cañaveral
- Galisteo
- Carcaboso
- Aldeanueva del Camino
- Baños de Montemayor

### Castille-et-León

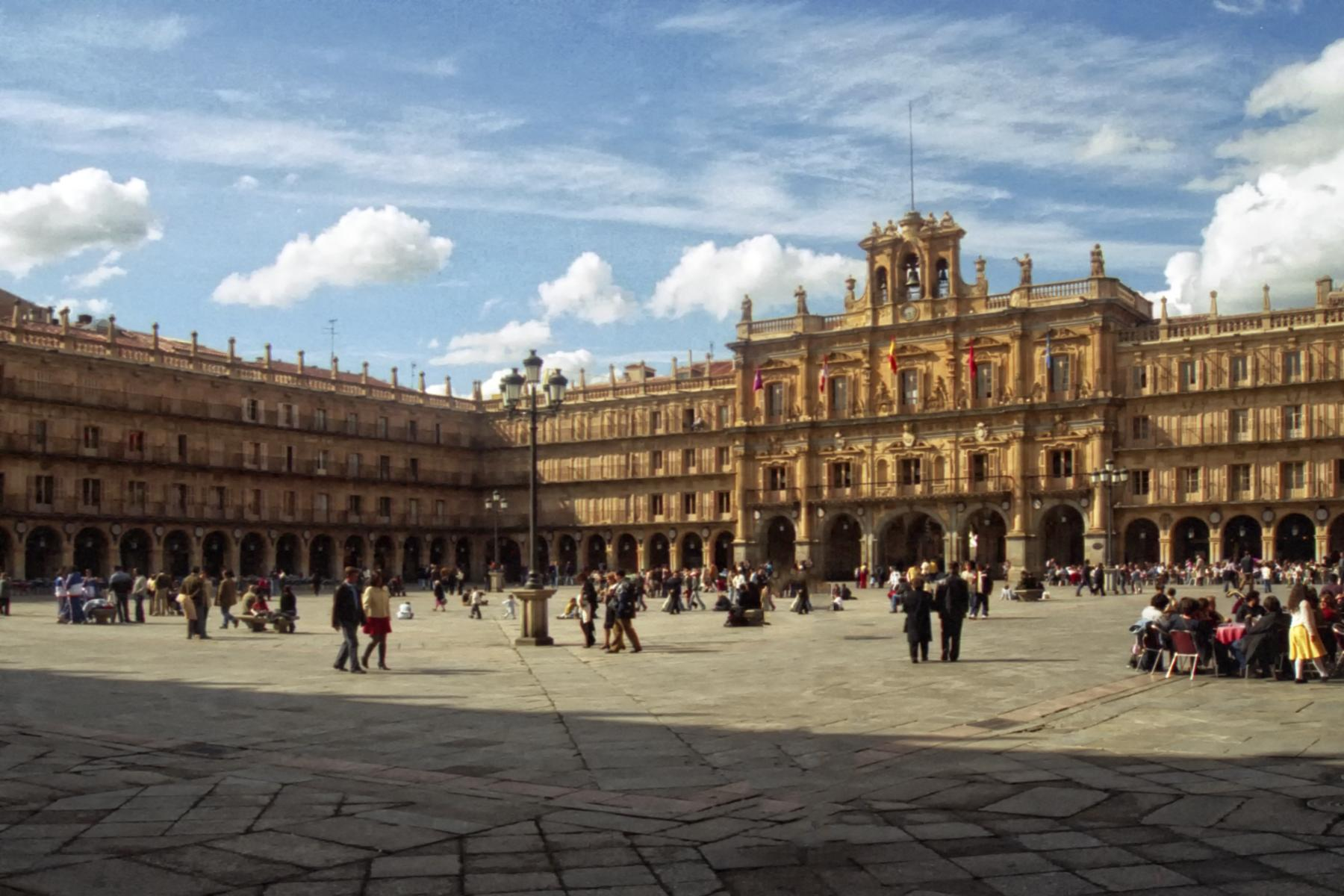
Plaza Mayor de Salamanque.

- Béjar
- La Calzada de Béjar
- Valdelacaza
- San Pedro de Rozados
- Salamanque
- El Cubo de la Tierra del Vino
- Corrales
- Zamora
- Granja de Moreruela
- Tábara
- Otero de Bodas
- Mombuey
- Puebla de Sanabria
- Lubián

### Galice

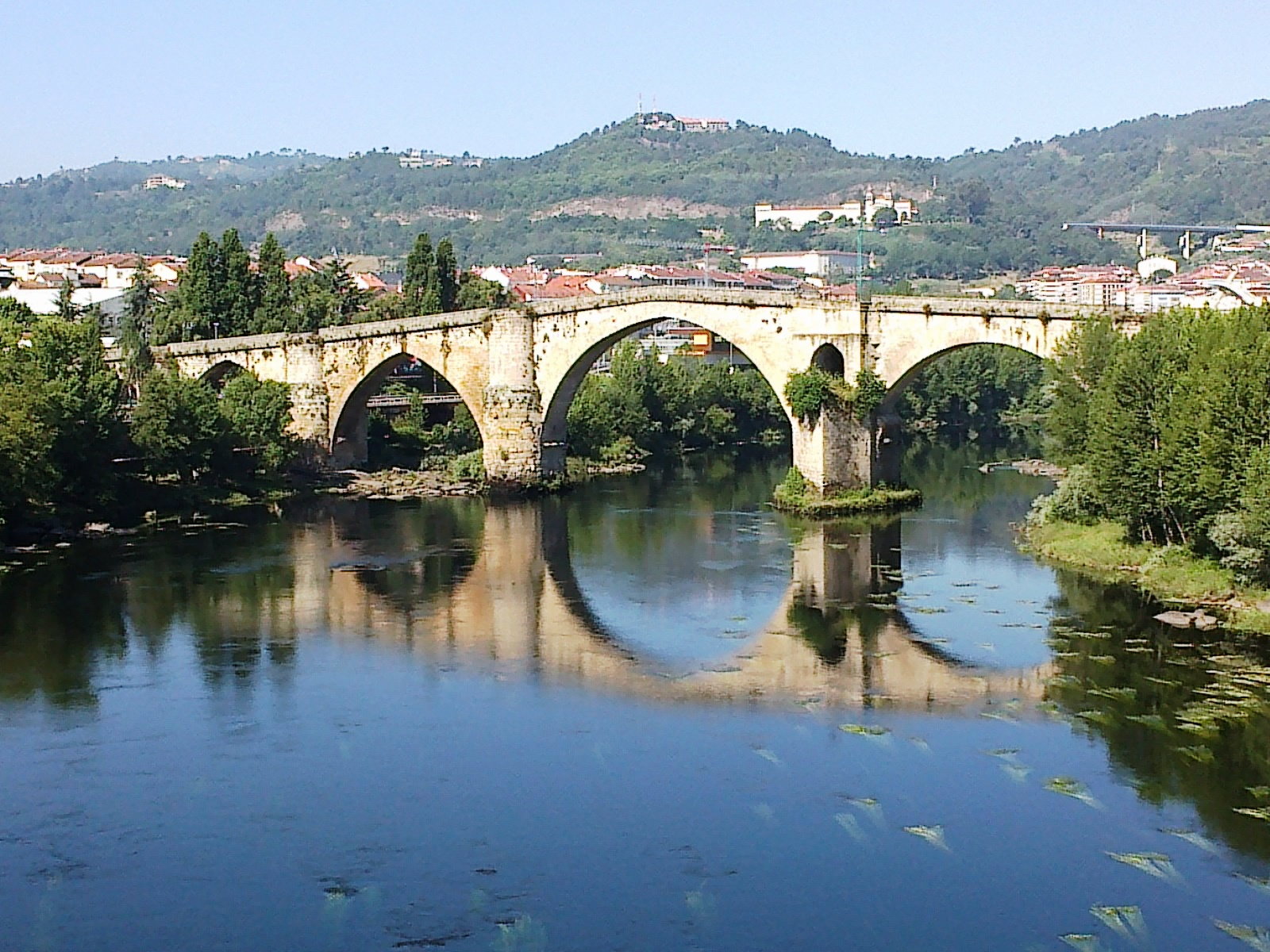
« Pont romain » à Orense.

- A Gudiña
- Laza
- Vilar de Barrio
- Xunqueira de Ambía
- Orense
- Cea
- Castro
- Lalín
- Prado
- Valboa
- Santiago de Compostela

## Variante
À l'étape de Granja Moreruela, les pèlerins ont la possibilité de bifurquer vers le Nord pour rejoindre le Camino francés par :
- Santovenia
- Benavente
- La Bañeza
- Astorga

### Documentation et bibliographie
- Yvette Terrien, François Lepère, Céline Heckmann, La Vía de la Plata et le Camino sanabrés, Guide de poche du randonneur et du pèlerin, Lepère éditions, 2011,  (ISBN 978-2-915156-33-1)
- Alain Tranoy, « La route, image et instrument du pouvoir impérial dans le nord-ouest ibérique », Cadernos de Arqueologia, série II, 12-13, 1995, p. 31-37.
- Pierre Sillières, « Centuriation et voie romaine au sud de Mérida: contribution à la délimitation de la Bétique et de la Lusitanie », Mélanges de la Casa de Velázquez, vol. 18, no 1, 1982, p. 437-448.